# Säulkopf
Säulkopf är ett berg i Österrike. Det ligger i distriktet Lienz och förbundslandet Tyrolen, i den centrala delen av landet. Toppen på Säulkopf är 3 209 meter över havet.
Den högsta punkten i närheten är Hoher Eichham, 3 371 meter över havet, 1,2 km nordväst om Säulkopf. Närmaste större samhälle är Matrei in Osttirol, 10,1 km sydost om Säulkopf. 
Trakten runt Säulkopf består i huvudsak av kala bergstoppar och isformationer.